# U0126

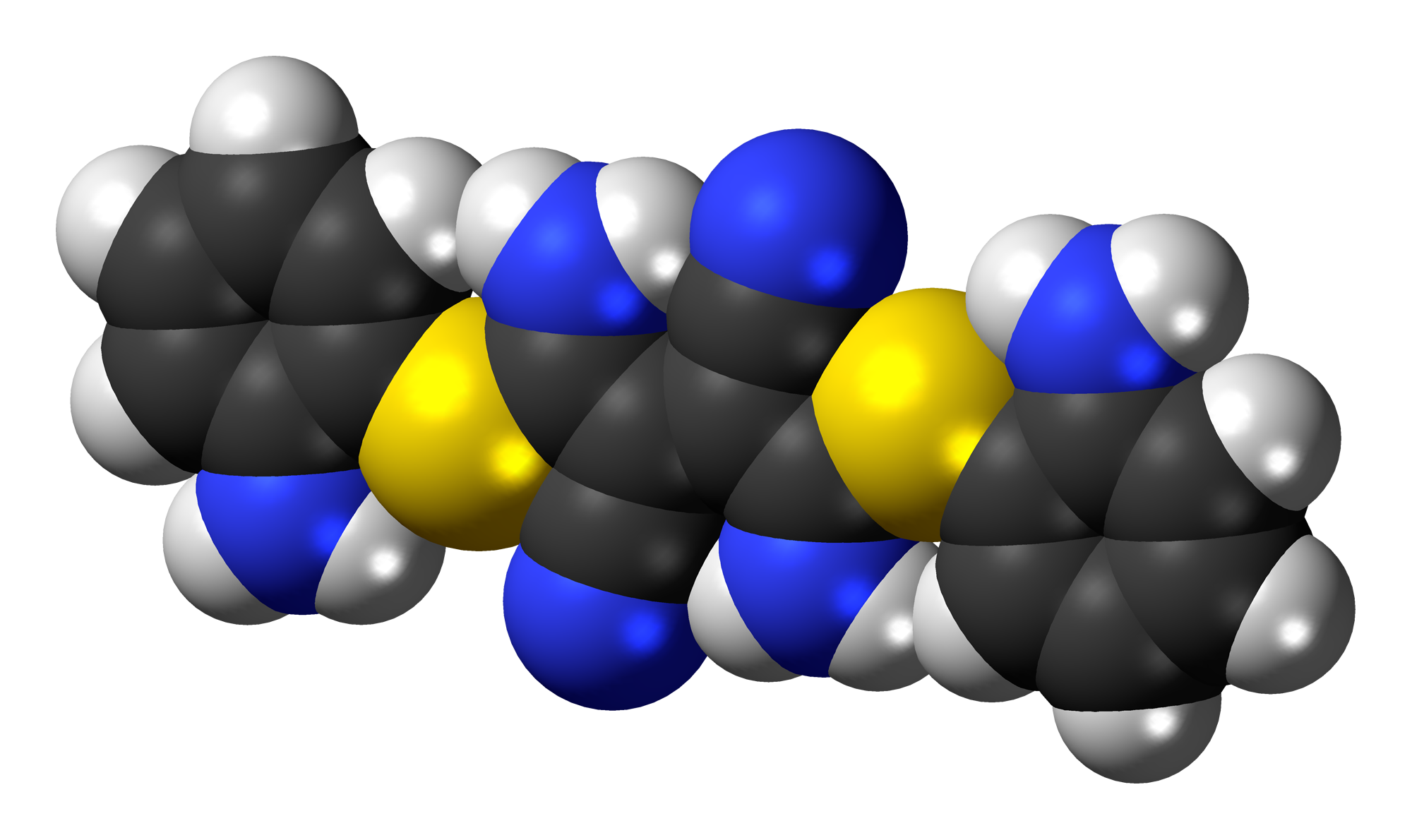
مدل فضا پر کن U0126

ماده U0126 (انگلیسی: U0126) ماده U0126 مهارکننده منحصری MEK1 و MEK2 است که نوعی از MAPK/ERK کینار به شمار میرود. U0126 فعالیت رونویسی AP-1 را با مهار غیررقابتی کیناز با تخصص یافتگی دوگانه MEK (در IC50  با غلظت 72 نانومولار با MEK1 و در غلظت 58 نانومولار با MEK2) آنتاگونیزه میکند. عدم اتصال U0126 با ممانعت از رشد Ki-ras فیبروبلاست موش صحرایی سبب انسداد خودبخودی مسیرهای سیگنال تنظیم کننده خارج سلولی (ERK) و هدف راپامایسین در پستانداران (mTOR)-p70(S6K)  میشود. تاثیرات U0126 روی رشد 8 دامنه سلولی سرطان پستان انسانی نشان داده که U0126 رشد مستقل دامنه های MDA-MB231 و HBC4 (که به تکرار مسیر ERK را فعال میکردند) را به‌صورت انحصاری مهار میکند. از دست دادن تماس با لایه های زیری در بسیاری از انواع معمول دامنه های سلولی سبب مرگ سلولی شده که آنویکیز (Anoikis) خوانده میشود.سلولهای  MDA-MB231 و HBC4 حساس شده توسط U0126 به آنویکیز (یعنی پس از تیمار با U0126) با رها شدن از اتصالات وارد مرحله مرگ سلولی میشوند.
علاوه بر اینها، U0126 مهارکننده ضعیف PKC, Raf, ERK, JNK, MEKK, MKK-3, MKK-4/SEK, MKK-6, Cdk2 و Cdk4 نیز به شمار میرود. 
توانایی بالقوه آن در پاک کردن حافظه بلند مدت در موشهای صحرایی در مرکز علوم اعصاب دانشگاه نیویورک مورد مطالعه قرار گرفته است.